# Arturo Márquez
Arturo Márquez Navarro (ur. 20 grudnia 1950 w Álamos) – meksykański kompozytor muzyki poważnej, który w swej twórczości korzysta z form muzycznych oraz stylistyki ludowej muzyki meksykańskiej i kubańskiej.
Jest najbardziej znany jako twórca cyklu ośmiu kompozycji opierających się na formie danzónu, czyli tańca wywodzącego się z Kuby, który wyewoluował z habanery.

## Życiorys
Arturo Márquez urodził się w Alamos, w północno-zachodnim Meksyku. Jest pierwszym z dziewięciorga dzieci Aurory Navarro i Arturo Márqueza, skrzypka i mariachi. Jego dziadek od strony ojca - Othón - także był muzykiem, związanym z tradycją stanów Sonora i Chihuahua. To oni byli jego pierwszymi nauczycielami muzyki i to dzięki nim w młodości kompozytor zapoznał się zarówno z meksykańskim folklorem, jak i muzyką salonową - znajduje to odzwierciedlenie w późniejszym stylu kompozytora.
W wieku 12 lat wyjechał z rodziną do Los Angeles. Trzy lata później rozpoczął naukę gry na skrzypcach i tubie, a wkrótce także na puzonie i fortepianie. Gdy skończył 17 lat samodzielnie powrócił do rodzinnego stanu Sonora w Meksyku, gdzie rok później został dyrektorem miejskiego zespołu w Navojoa. Od roku 1970 studiował grę na fortepianie w Narodowym Konserwatorium Muzycznym w Meksyku u Carlosa Barajasa i José Luisa Arcaraza. W roku 1976 rozpoczął studia na wydziale kompozycji u Joaquína Gutiérreza Herasa, Héctora Quintanara, Federico Ibarry i Raúla Pavóna, gdzie spotkał się z muzyką współczesną oraz kubańskim nurtem nueva trova.
W latach osiemdziesiątych możemy zauważyć wyraźny przełom w jego twórczości - kompozycja En Clave, jak sam podkreśla, całkowicie zmieniła jego podejście do muzyki i sztuki - jego styl przybiera kształt pogranicza muzyki współczesnej, latynoskiej i jazzowej. W tym czasie dostał się także na stypendium w California Institute of Arts, gdzie studiuje razem z Mortonem Subotnickiem, Melem Powellem, Lucky Mosko czy Jamesem Newtonem.
W roku 1990, razem z Irene Martínez i Andrésem Fonsecą tworzy grupę Mandinga. Dzięki nim zapoznaje się z muzyką taneczną, w tym przede wszystkim z danzonem, których znamienity cykl zacznie powstawać już cztery lata później. Poprzedzone to zostało jednak kompozycją Son a Tamayo, która zbliżyła Marqueza do regionu Veracruz.
Na zamówienie Orkiestry Symfonicznej Narodowego Uniwersytetu Autonomicznego Meksyku w roku 1994 powstaje  chyba najsłynniejsza kompozycja Marqueza - Danzon No. 2. Jak sam autor podkreśla - trwające w czasie tworzenia powstanie Zapatystów, w stanie Chiapas znajduje odzwierciedlenie w utworze oraz jego stosunku do ludności tubylczej. W 1998 roku komponuje Máscaras na harfę i orkiestrę (dedykowane Lidii Tamayo), na które składają się cztery tańce: Máscara Flor (poświęcony dzieciom zamordowanym w Acteal), Máscara Son, La Pasión según San Juan de Letrán i La Pasión según Marcos.
Rok 2005 to kompozycja i premiera Sueños, kantaty scenicznej na chór, tancerzy, aktorów, mezzosopran, baryton i orkiestrę.

## Nagrody
Muzyka Arturo Márqueza została nagrodzona m.in.: przez Związek Kronikarzy Muzyki i Teatru (1997), Medalem Mozarta od Domecq Cultural Institute, CNA i Ambasady Austrii (1999), pierwszą nagrodą Millennium Fanfare (1999), Distinguished Alumnus Award przyznawaną przez Kalifornijską Instytut Sztuki; Uznano ją na festiwalu „Ortiz Tirado” w Alamos Sonora (2001), koncercie hołdu w Berlinie (2000), Międzynarodowym Festiwalu Książki Uniwersyteckiej w Jalapie (2002), Festiwalu „Tetabiakte” Obregón w Sonorze (2002), Festiwalu Harfy w La Martinica (2002), Festiwalu Młodych Orkiestr w Torreón Coahuila (2004). Międzynarodowym Festiwalu „Arturo Márquez” w Caracas w Wenezueli (2005) i Parrandon Vallenato w Kolumbii (2006):

## Twórczość
- - Moyolhuica y Enigma, na flet (1981)
  - Mutismo, na dwa fortepiany (1983)
  - Gestación, na orkiestrę (1983)
  - Concierto interdisciplinario con músicos y fotógrafos (1985)
  - Son, na orkiestrę (1986)
  - Persecución, na orkiestrę (1986)
  - Ciudad rota, na głos fortepian, perkusję i orkiestrę smyczkową (1987)
  - Sonata Mayo, na harfę (1989)
  - En Clave, na fortepian (1988–1990)
  - Passages, balet (1990)
  - Danzón, na syntezator (1990)
  - Noche de luna, na chór z orkiestrą (1991)
  - Tierra, balet (1991)
  - La Nao, balet (1992)
  - Sehuailo, na dwa flety z orkiestrą (1992)
  - Son a Tamayo, na harfę, perkusję i taśmę. Zaprezentowany w roku 1996 na Światowym Kongresie Harfowym; razem z Música para Mandinga, jest to kompozycja elektroakustyczna. (1992)
  - Paisajes Bajo el Signo de Cosmos, na orkiestrę (1993)
  - Zacamandú en la yierba, na fortepian (1993)
  - Los cuatro narcisos, balet (1993)
  - Homenaje a Gismonti, na kwartet smyczkowy (1993)
  - Vals au meninos da rua, na orkiestrę (1993)
  - Cristal del Tiempo, balet (1994)
  - Danzón No. 1, na orkiestrę (1994)
  - Danzón No. 2, na orkiestrę (1994)
  - Danzón No. 3, na flet, gitarę i małą orkiestrę (1994)
  - Zarabandeo, na klarnet z fortepianem (1995)
  - Danzón No. 4, na orkiestrę kameralną (1996)
  - Octeto Malandro, na orkiestrę (1996)
  - Danza de Mediodía, na kwintet dęty (1996)
  - Danzón No. 5, na kwintet saksofonowy (1997)
  - Días de Mar y Río, na fortepian (1997)
  - Máscaras (Máscara Flor, Máscara Son, La Pasión según San Juan de Letrán, La Pasión según Marcos) (1998)
  - Danza sylvestre, na orkiestrę (1999)
  - Espejos en la arena (Son de tierra candente, Lluvia en la arena, Polca derecha-izquierda), na wiolonczelę z orkiestrą (2000)
  - Danzón No. 6 ("Puerto Calvario"), na saksofon z orkiestrą (2001)
  - Danzón No. 7, na orkiestrę (2001)
  - Danzón No. 8, ("Homenaje to Maurice Ohana"), na orkiestrę (2004)
  - Sueños (Textos de Eduardo Langagne), kantata (2005)
  - Conga del Fuego Nuevo, na orkiestrę (2005)
  - Los Sueños cantate scénique, na mezzosopran, baryton, chór mieszany, narratora, tancerzy i orkiestrę (2006)
  - De Juarez a Maximiliano, (2006)
  - Solo Rumores, na fortepian solo (na zamówienie Ana Cervantes) (2006)
  - Marchas de duelo y de ira, na orkiestrę (2008)
  - Cuatro danzas cubants, na orkiestrę (2009)
  - Rapsodia Tlaxcalteca, na orkiestrę (2009)
  - Leyenda de Miliano, na orkiestrę (2010)
  - Danzón 7 (reedycja) (2012)
  - Alas (a Malala), na klarnet, chór i orkiestrę (2013)
  - De la Mora a las Raíces, (Commissioned by UAEMex for its 60th anniversary) (2017)
  - Danzón No. 9, (2017)
  - Concierto de Otoño, na trąbkę (2018)
  - Fandango, dla Anne Akiko Meyers, koncert skrzypcowy (2020)